# Pardomima distortana
Pardomima distortana is een vlinder uit de familie van de grasmotten (Crambidae), uit de onderfamilie van de Spilomelinae. De wetenschappelijke naam van deze soort is voor het eerst voorgesteld als Lygropia distortana door Embrik Strand in een publicatie uit 1913.
De soort komt voor in Sierra Leone, Ivoorkust, Ghana, Nigeria, Kameroen en Congo-Kinshasa.